# Râul Mogoșu, Vidruța
Râul Mogoșu este un curs de apă, afluent al râului Vidruța. 

## Hărți
- Harta Munții Lotrului  Arhivat în 6 mai 2008, la Wayback Machine.